# Будлево
Будлево (пол. Budlewo) — село в Польщі, у гміні Вишки Більського повіту Підляського воєводства.
Населення — 25 осіб (2011).
У 1975-1998 роках село належало до Білостоцького воєводства.

## Демографія
Демографічна структура станом на 31 березня 2011 року:
|          | Загалом | Допрацездатний вік | Працездатний вік | Постпрацездатний вік |
| -------- | ------- | ------------------ | ---------------- | -------------------- |
| Чоловіки | 14      | 4                  | 9                | 1                    |
| Жінки    | 11      | 2                  | 7                | 2                    |
| Разом    | 25      | 6                  | 16               | 3                    |